# Uniwersytet Oregonu
Uniwersytet Oregonu, Uniwersytet Oregoński (ang. University of Oregon) – amerykańska uczelnia publiczna znajdująca się w Eugene w stanie Oregon. 
Powstała w 1876 roku, jako drugi uniwersytet publiczny w tym stanie. Kształci około 22,5 tysiąca studentów, z czego blisko 17 tysięcy stanowią słuchacze studiów licencjackich, a pozostałą część magistranci i doktoranci. Zatrudnia około 1700 pracowników naukowych. 
Uczelnia należy do NCAA Division I, a dokładniej do Pacific-12 Conference. Jej drużyny noszą nazwę Oregon Ducks (Kaczki) i występują w zielono-żółtych barwach. Stadion uniwersytecki (Autzen Stadium) może pomieścić 54 tysiące widzów, a w hali sportowej (Matthew Knight Arena) mieści się ponad 12 tysięcy osób. 

## Galeria

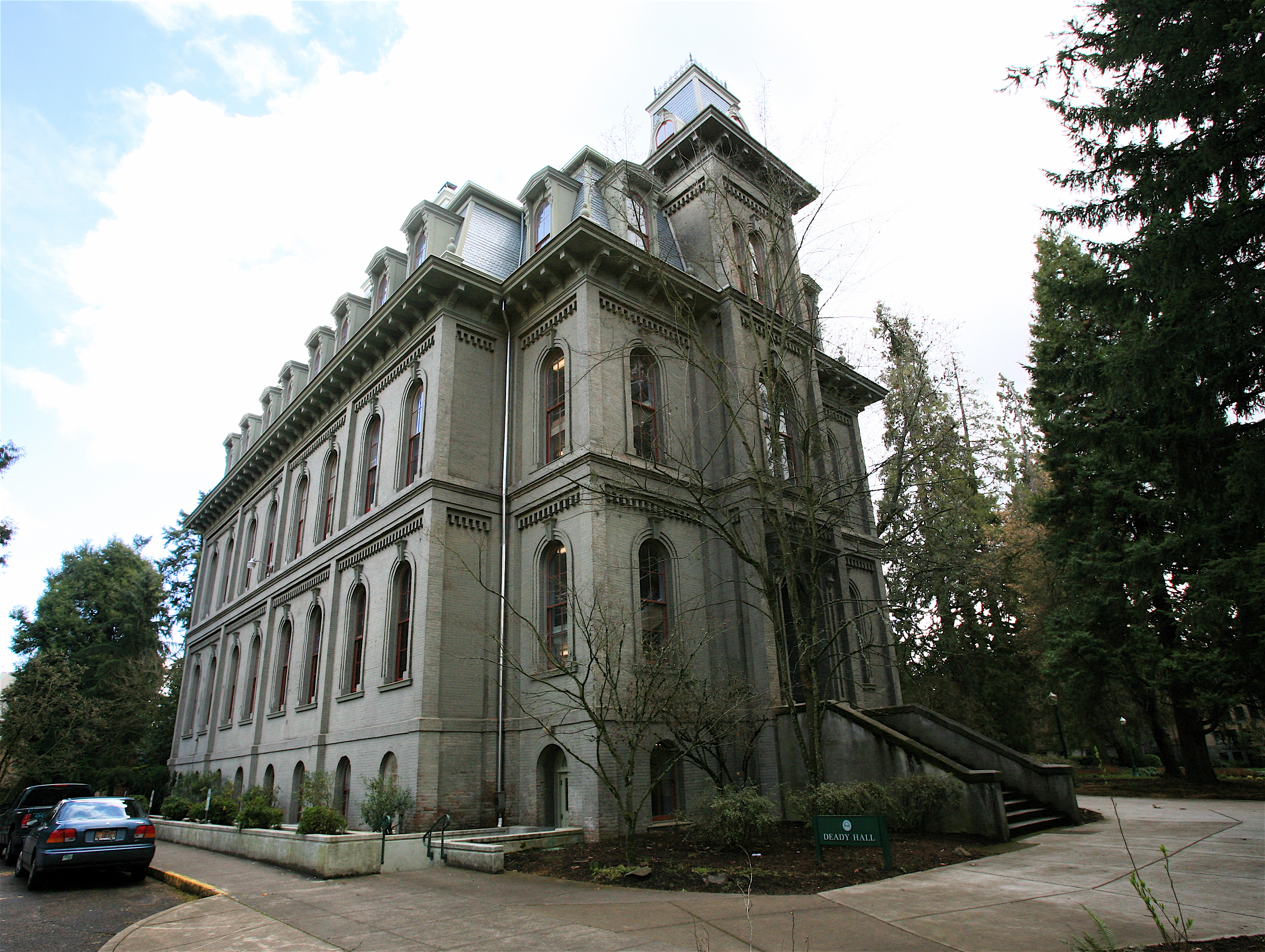
Deady Hall
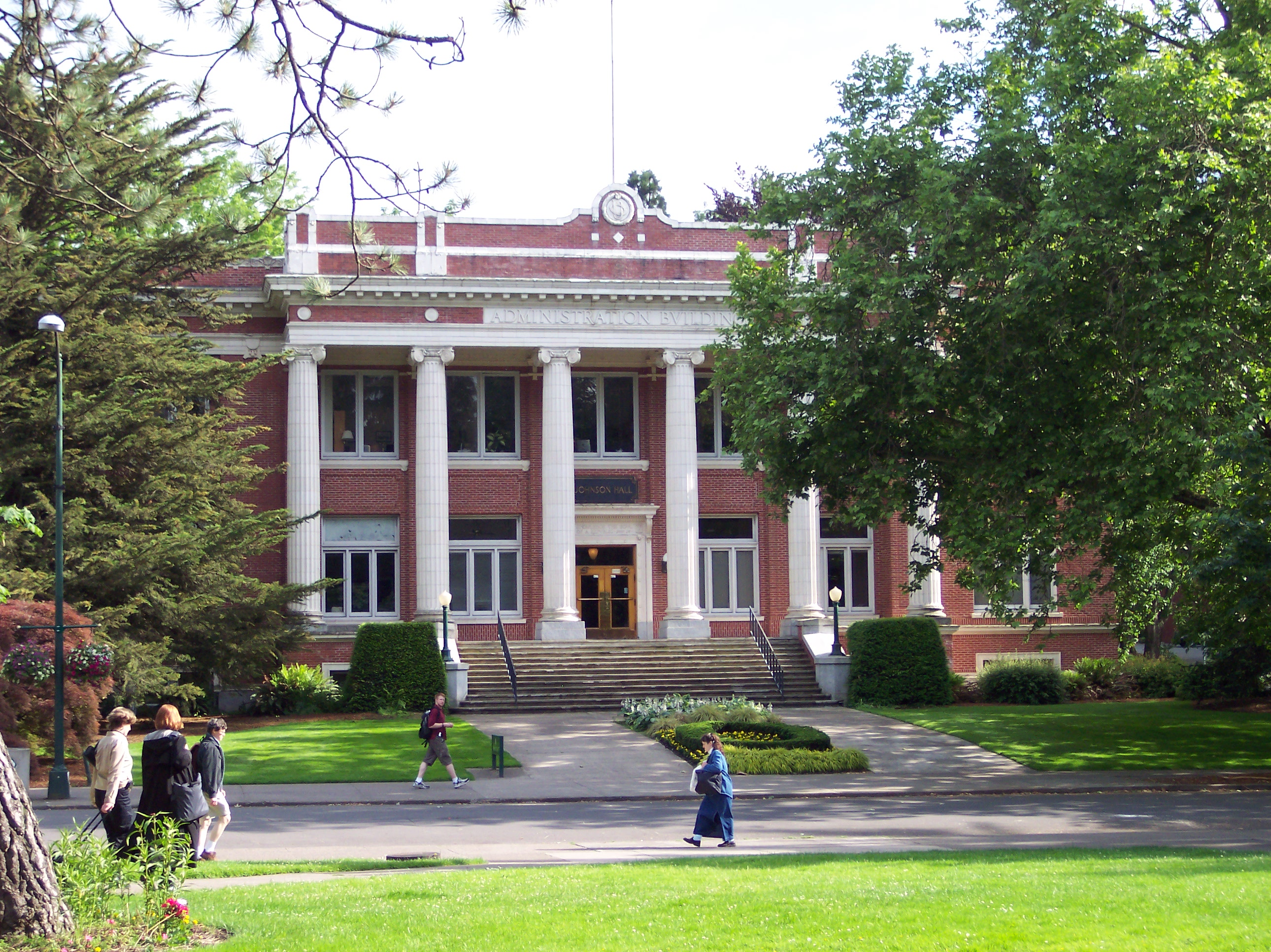
Johnson Hall
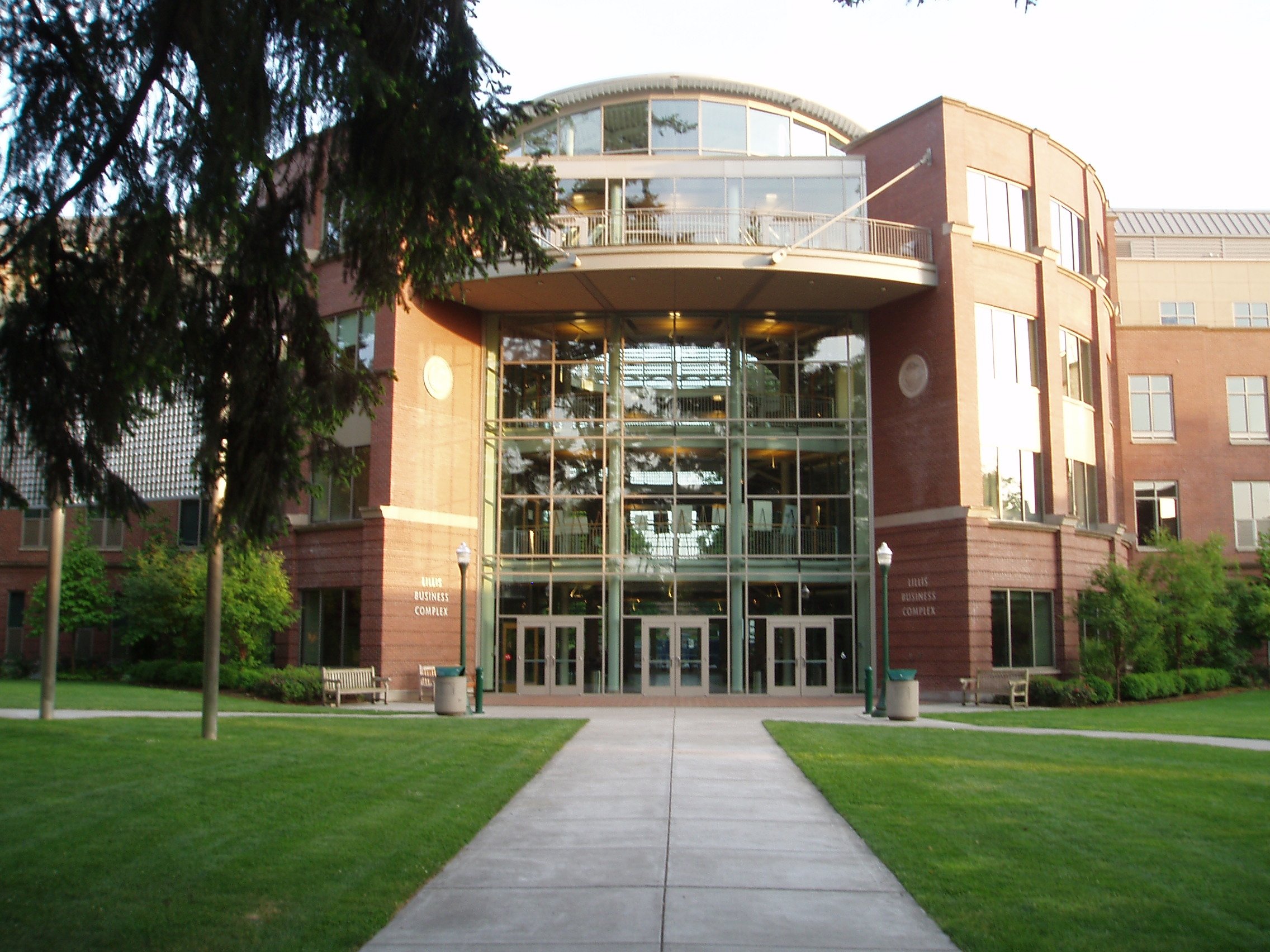
Lillis Business Complex
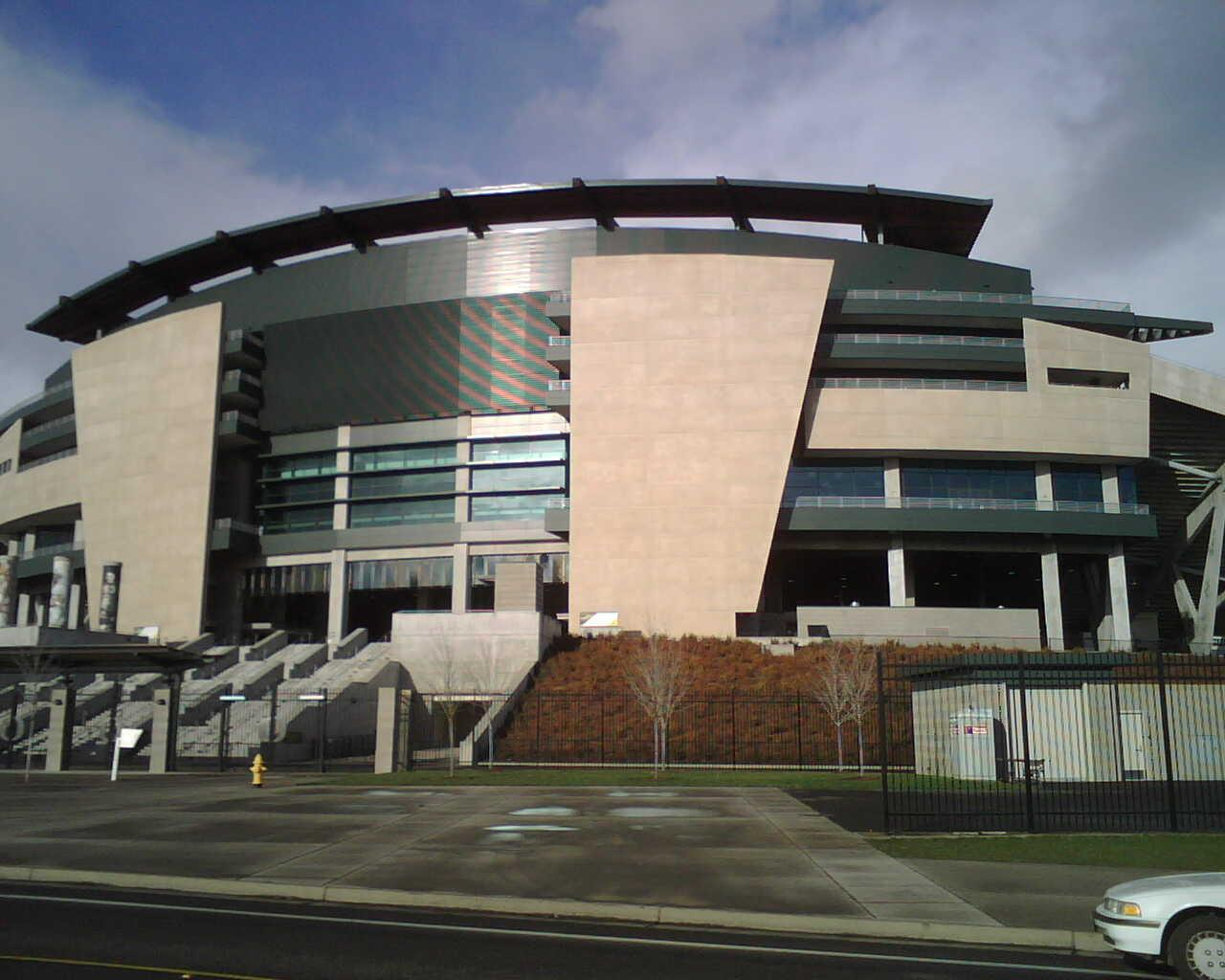
Autzen Stadium